# Eressa catena
Eressa catena är en fjärilsart som beskrevs av Alfred Ernest Wileman 1910. Eressa catena ingår i släktet Eressa och familjen björnspinnare. Inga underarter finns listade i Catalogue of Life.